# 热索乡
热索乡（藏語：ར་སོག་），是中华人民共和国西藏自治区日喀则市江孜县下辖的一个乡镇级行政单位。

## 行政区划
热索乡下辖以下地区：
帮日村、乃萨村、德林村、春琼村、贡新村、努康村和孜吾村。